# Chelicerca dampfi
Chelicerca dampfi är en insektsart som beskrevs av Ross 1944. Chelicerca dampfi ingår i släktet Chelicerca och familjen Anisembiidae. Inga underarter finns listade i Catalogue of Life.